# Огонёк
«Огонёк» (укр. Вогник) — радянський і російський щотижневий ілюстрований журнал, орієнтований на широку читацьку аудиторію.

## Історія
Перший номер журналу «Огонёк» вийшов у світ 9 (21) грудня 1899 року як щотижневий ілюстрований літературно-мистецький додаток до газети «Біржові відомості», яку випускав в Петербурзі значний видавець Станіслав Проппер.
З 1902 року «Огонёк» став самостійним, найдешевшим і дуже популярним журналом з накладом 120 тисяч примірників. Приблизно одну третину журналу вже в ті роки займали фоторепортажі. З журналом співпрацювали найкращі фотографи, письменники і поети, репортери і фейлетоніст.
На початку століття «Огонёк» виходив на восьми сторінках в одну восьму друкованого листа. У революційні роки (з 1918 по 1923 рік) випуск «Огонька», як і багатьох інших російських газет і журналів, припинився.

### Радянська доба
У 1923 році кілька московських журналістів, письменників і видавничих працівників об'єдналися навколо найкращого в 1920-1930-ті роки радянського журналіста і редактора Михайла Кольцова, підтримавши його ідею відродження «Огонька». Саме тоді сформувалися основні принципи журналу: добра літературна мова, з деякою часткою консервативного офіціозу, обов'язковий ілюстративний ряд і присутність у кожному номері обов'язкових елементів. Незабаром таким елементом став кросворд.
На кінець 1923 тираж журналу склав 42 тисяч примірників, через рік зріс до 125 тисяч, а в 1925 році досяг півмільйона екземплярів.
Після того, як Кольцов був репресований у 1938 році, журналом недовгий час керував письменник Євген Петров, один з авторів «Дванадцяти стільців».
На початку 1950-х років редактором журналу на кілька років став знаменитий радянський поет Олексій Сурков, при якому остаточно оформилися «фірмові» риси огоньківського стилю: портрет знаменитої людини на обкладинці (космонавта, спортсмена, артиста, передовика праці), оповідання і вірші в кожному номері, іноді — детектив з продовженням, фоторепортаж і яскраві кольорові слайди. У журналі завжди була так звана «вкладка» — кольорові репродукції, завдяки яким читачі журналу знайомилися з шедеврами світової культури, з російською класикою і радянським живописом.
При наступному редакторі, поеті і драматургу Анатолії Софронові, який керував виданням понад 30 років (з 1953 по 1986 рік), «Огонёк» став «виданням для стабільного життя». У цей час набув популярності літературний додаток до «Огоньку» — його знаменита «Бібліотека». Книжки «Бібліотека „Огонёк“» виходили з 1925 по 1991 рік раз на тиждень і продавалися окремо від журналу, їхній випуск не переривався навіть під час Німецько-радянської війни. В «Бібліотеці» і в самому журналі друкувалися такі відомі письменники, як Михайло Зощенко, Олександр Твардовський, Ілля Ільф та Євген Петров, Олексій Толстой, Володимир Маяковський, Ісаак Бабель.
У журналі «Огонёк» також виходили репортажі Віктора Шкловського, вірші Євгена Євтушенка, нариси Володимира Солоухіна, полеміка про причини смерті Володимира Маяковського, що тривала з номера в номер. Довгий час в журналі працювали журналіст і письменник Генріх Боровик, письменник Віктор Солоухін та інші.
У лютому 2008 рік випуск «Бібліотеки» був відновлений.

### Перебудова
У 1986 році головним редактором «Огонька» став Віталій Коротич, з приходом якого в журналі почалося нове життя. У роки перебудови журнал під керівництвом Коротича досяг величезної популярності і справляв помітний вплив на політичне життя країни. Він став знаменитим не тільки в СРСР, але і у всьому світі. Публіцистика «Огонька» стала школою демократії, культовим жанром всієї журналістики стали викриття. У журналі друкувалися стаття Юрія Карякіна «Жданівська родина», відкритий лист слідчих Генпрокуратури СРСР Гдляна і Іванова, репортажі з американської армії Артема Боровика.

### Спроби реанімації
У 1991 році головним редактором журналу став Лев Гущин, якому випало непросте завдання — реформувати «Огонёк», пристосувати його до ринкових умов. До кінця 1994 року економічна ситуація не дозволяла вижити на ринку друку такому дорогому, громіздкому і старомодному виданню.
Остання «революція» в журналі «Огонёк» на початку 1995 року найбільш наблизила його до стандартів західних ілюстрованих видань — і за обсягом, і з інформаційною насиченістю, і щодо використання всіх поліграфічних прийомів.
З 1998 року по 2003 рік головним редактором журналу «Огонёк» був Володимир Чернов.
Влітку 2003 року група компаній «Відео Інтернешнл» (ВИ), найбільший продавець рекламного часу на телебаченні разом з компанією Story First Communications (акціонер радіо «Максимум» і телеканалу СТС) заснувала інвестиційний фонд Russian Media Ventures (RMV). У липні 2003 року RMV придбав контрольний пакет акцій журналу «Огонёк», ставши таким чином, контролюючим акціонером видавничого дому «ОВА-Пресс». З серпня 2003 року «ОВА-Пресс» став видавцем журналу «Огонёк».
Перший номер журналу, де видавцем значиться «ОВА-Пресс», вийшов 11 серпня 2003 року. Після того, як «Огонёк» увійшов до структури «ОВА-Пресс», в журналі були скорочені підрозділи, що дублюють служби «ОВА-Пресс», такі, як рекламна служба, фінансове управління, бухгалтерія тощо.
У жовтні 2003 року посаду головного редактора зайняв російський журналіст Віктор Лошак. У листопаді 2004 року, після того, як власники журналу запропонували нову концепцію видання — «Огонёк» як журнал для молодих і багатих — Лошак заявив про свій відхід.
З січня по квітень 2004 року в журналі «Огонёк» здійснювалась програма щодо зміни формату і перенацілювання журналу на ширшу авдиторію.
4 квітня 2005 ВД «ОВА-Пресс», що випускає «Огонёк», оголосив про вихід журналу в новому форматі. Журнал зберіг свій фірмовий логотип і назву, при цьому змінилися концепція, склад рубрик, а також дизайн журналу.
Зберігши за «Огоньком» основні риси його фірмового стилю, видавнича команда внесла зміни в принципи формування вмісту, а також скоригувала формат журналу, істотно розширивши його ілюстративні можливості. Спеціально для оновленого «Огонька» була замовлена і розроблена нова шрифтова гарнітура. Весь перезапуск був здійснений в так званому режимі реального часу: коректування рубрик та макета проходила без зупинки випуску самого журналу.
З 12 листопада по 15 грудня 2004 року тимчасовим виконувачем обов'язків головного редактора журналу був його виконавчий редактор Володимир Умнов.
15 грудня 2004 головним редактором призначений Влад Вдовін.
У червні 2005 року журнал «Огонёк» змінив власника. Новим власником журналу став телекомунікаційний холдинг «Телекомінвест» (Санкт-Петербург). Компанія «Телекомінвест», заснована в 1994 році, є холдинговою керуючою компанією, співвласником компаній «Мегафон», «Петерстар» а також інших підприємств, представлених практично у всіх сегментах телекомунікаційної індустрії. Після придбання журналу «Огонёк» компанія зробила Віктору Лошаку пропозицію про створення видавничого дому журналу «Огонёк». У червні 2005 року Віктор Лошак знову обійняв посаду головного редактора журналу «Огонёк».
До кінця 2008 року «Огонёк» став щотижневим журналом накладом 69 тисяч примірників. Журнал містив багато прикладної, споживчої інформації, публікував думки людей, авторитетних для авдиторії. Він ілюструвався фотографіями, малюнками, схемами та елементами інфографіки. На сторінках «Огонька» з'являлися розгорнуті статті російських письменників, вчених, діячів культури. Серед постійних авторів «Огонька» — історик Едвард Радзінський, письменники Михайло Жванецький, Віктор Єрофєєв, Дмитро Биков, Сергій Лук'яненко, лауреат Букерівської премії Денис Гуцко, журналісти Андрій Колесников, Дмитро Воскобойников, Дмитро Губін, Олександр Сосновський, телеакадемік Сергій Муратов.
У січні 2009 року через реструктуризації видавничого дому та зміни власника випуск журналу «Огонёк» був призупинений.
На початку березня 2009 року ЗАТ «Комерсант. Видавничий дім» та ВАТ «Телекомінвест», що володіє торговельною маркою «Огонёк», досягли угоди про передачу прав на випуск журналу «Огонёк» видавничого дому «Комерсант», як говорилося в офіційному повідомленні.
У травні 2009 року, після майже п'ятимісячної перерви, викликаної зміною власника, тижневик «Огонёк» почав знову виходити. 18 травня 2009 з друку вийшов його перший оновлений номер.
Творчий колектив залишився тим самим, а от вміст журналу трохи змінилося. У журналі змінився інформаційний блок, з'явилися споживчі смуги, смуга про Інтернет, смуга, яка розповідає про героїв тижня.
21 грудня 2020 року Видавничий дім «Коммерсантъ» оголосив про закриття друкованої версії журналу і звільнення його колективу, у зв'язку з оптимізацією витрат.

## Відгуки
Югославія
Рамач Михайло називає журнал у 1970-1980-і роки «безглуздим виданням з Москви», з якого глузувало його покоління.